# Aplysina fulva
Aplysina fulva är en svampdjursart som först beskrevs av Peter Simon Pallas 1766.  Aplysina fulva ingår i släktet Aplysina och familjen Aplysinidae.
Artens utbredningsområde är Karibiska havet. Inga underarter finns listade i Catalogue of Life.